# ネーデルラント連合王国

ネーデルラント連合王国
Verenigd Koninkrijk der Nederlanden (オランダ語)

国の標語: Je maintiendrai
我守り続けん国歌: Wien Neêrlands bloed

      ネーデルラント連合王国の位置（1815年）
      ルクセンブルク大公国

ネーデルラント連合王国（ネーデルラントれんごうおうこく、蘭: Verenigd Koninkrijk der Nederlanden、仏: Royaume-Uni des Pays-Bas、独: Vereinigtes Königreich der Niederlande、英: United Kingdom of the Netherlands）は、ナポレオン戦争中にフランス帝国領となっていたネーデルラントに、1815年のウィーン会議によって成立した国家である。正式な国名はネーデルラント王国（蘭: Koninkrijk der Nederlanden、仏: Royaume des Pays-Bas、独: Königreich der Niederlande）である。
その領域は現在のオランダとベルギーとルクセンブルクに相当し、フランス革命戦争以前のネーデルラント連邦共和国と南ネーデルラント、およびリエージュ司教領から作られた。この新しい国の国王には、共和国の総督を代々務めてきたオラニエ＝ナッサウ家の当主が就いた。

## 概要
最初の設立の意図は、フランスがこの方面に野望を持った際に対抗できる国を、その北方に作ることであった。連合王国は、1830年のベルギー独立革命の結果、南部がベルギー王国として独立が承認されるまで続いた。ベルギーの独立は1839年のロンドン条約まで認められなかったが、独立革命後は北部の諸州のみをネーデルラント王国と呼ぶようになった。ルクセンブルク大公国は、1890年のウィレム3世の死までオラニエ＝ナッサウ家による統治が続いた。ルクセンブルク大公位は女子の相続に関して規定していなかったことからナッサウ＝ヴァイルブルク家に継承され、同君連合を解消して完全に独立した。これは、1783年のナッサウ家の協定に基づいたものである。

## 州

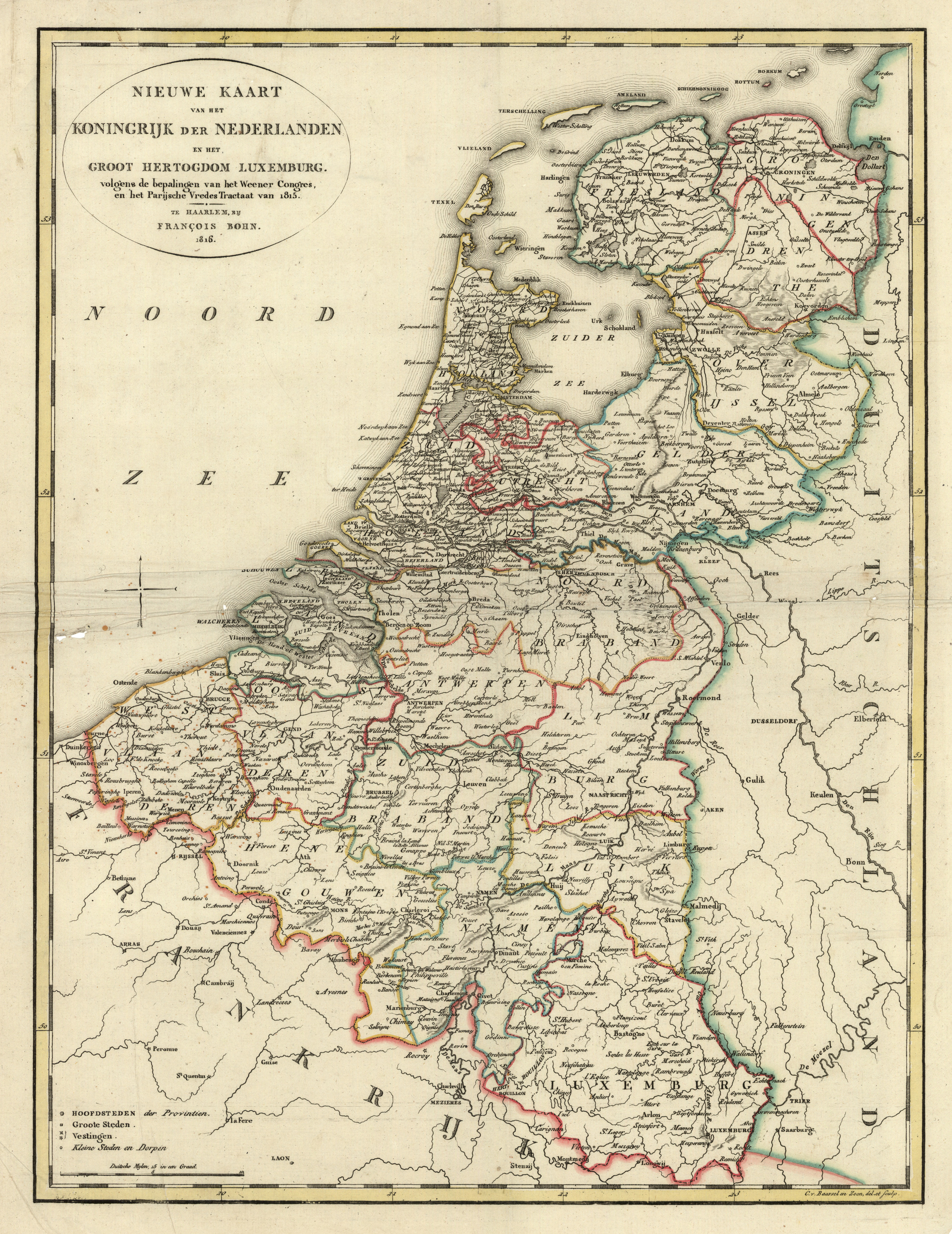
オランダ王国とルクセンブルク大公国の新しい地図、1815 年

ネーデルラント連合王国は、以下の17の州およびルクセンブルク大公国から構成された。現在のオランダとベルギーの州は、これらの州をほぼそのまま継承、あるいは分割したものである。
- 現オランダ領
  - オーファーアイセル州
  - 北ブラバント州
  - ゼーラント州
  - ドレンテ州
  - フリースラント州
  - フローニンゲン州
  - ヘルダーラント州
  - ホラント州 → ベルギー独立後に北ホラント州と南ホラント州に分割
  - ユトレヒト州
- 現ベルギー領
  - アントウェルペン州
  - ウェスト＝フランデレン州
  - エノー州
  - オースト＝フランデレン州
  - ナミュール州
  - 南ブラバント州 → ベルギー独立後にブラバント州に改称、1995年にフラームス＝ブラバント州、ブラバン・ワロン州、ブリュッセル首都圏地域に分割
  - リエージュ州
- 現オランダとベルギーで分割
  - リンブルフ州 (en)  → ベルギー独立時にオランダ領のリンブルフ公国 (en) とベルギー領のリンブルフ州に分割、前者は1906年にリンブルフ州に改称
- 現ルクセンブルクとベルギーで分割
  - ルクセンブルク大公国 → ベルギー独立時に西部をリュクサンブール州としてベルギーに割譲、残余の領域が大公国として存続、1890年に完全独立

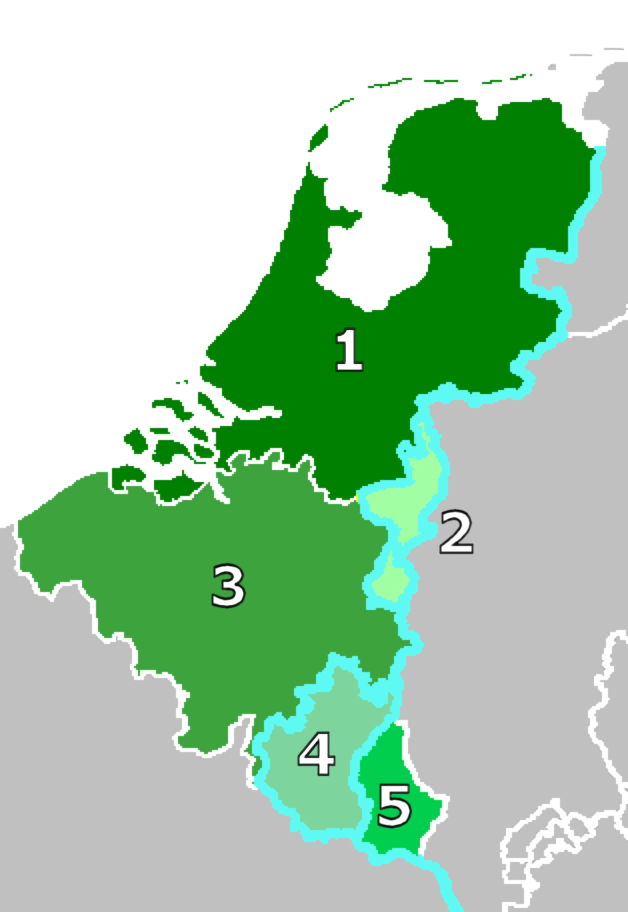
ネーデルラント、ベルギー、ルクセンブルク、リンブルク（1839年）
ネーデルラント連合王国（1830年まで）
1と2:ネーデルラント王国（1830年以降）
2:リンブルフ公国（1839年ワールス・ルクセンブルクの代償として1839年以降ドイツ連邦に）
3と4:ベルギー王国（1830年以降）
4と5:ルクセンブルク大公国（1830年までの国境）
4リュクサンブール州（ワールス・ルクセンブルク。1839年にベルギーに割譲）
5:ルクセンブルク大公国（1839年以降のドイツ・ルクセンブルク国境）
青の線は、ドイツ連邦との国境